# Томосинтез
Томосинтез — рентгенологический метод исследования, представляет собой последовательность томограмм, произведенных на заданную глубину с фиксированным расстоянием между срезами. Впоследствии полученная информация оцифровывается и обрабатывается, формируя изображение. Метод относится к реконструктивным методам визуализации. Метод занимает промежуточное положение по диагностическим возможностям между рентгенографией и компьютерной томографией.
Дозовая нагрузка не превышает таковую при линейной томографии. Метод в целом более информативен, но для некоторых локализаций уступает по эффективности методам классической рентгенологии. Преимущество метода в том, что он позволяет, сводя к минимуму проекционные наложения, визуализировать структуры недоступные при классической рентгеноскопии, например 1—2 шейные позвонки, кости черепа и т. п. Однако этот метод малоэффективен при обследовании легочной патологии и не применим при рентгеноконтрастных исследованиях желудка.

## История развития
Работы над методом начались в 1988 году, с целью расширения возможностей линейной томографии.
В настоящее время методика постепенно получает распространение как более дешёвая альтернатива компьютерной мультиспиральной томографии.

## Применение
Метод может быть использован с целью диагностики любой доступной рентгенологическому обнаружению патологии, но в ряде случаев эффективность его не превышает обычную рентгеноскопию.
Метод эффективен при визуализации костей основания черепа и лицевого скелета, позволяя визуализировать полостные структуры и каналы труднодоступные и не корректно отображаемые при классической рентгенографии. При томосинтезе длинных трубчатых костей значительно более эффективно выявляются полостные образования, возможным становится выявление переломов в локализациях не доступных для классической рентгенографии.
Методика применяется при диагностике рака молочной железы, как вспомогательный метод позволяющий уточнить локализацию новообразований. По результатам последних исследований томосинтез является более эффективным методом диагностики рака молочной железы, нежели маммография.
Также он используется при экскреторной урографии позволяя лучше визуализировать прохождение контраста по мочеточникам.
В настоящее время ведутся работы по повышению эффективности метода и расширения круга заболеваний доступных для диагностики с помощью томосинтеза.